# Giuseppe Adami (arbitro)
Giuseppe Adami (Roma, 14 luglio 1915 – Roma, 7 febbraio 2007) è stato un arbitro di calcio italiano.

## Carriera sui campi
Divenuto arbitro molto tardi, nel 1947 già trentaduenne, "brucia" ben presto le tappa della carriera arbitrale: nel 1951 debutta in Serie C in occasione di Benevento-Nissena, nel 1954 arriva l'esordio in Serie B con Alessandria-Lanerossi Vicenza, e infine il 27 maggio 1956 debutta nella massima divisione in occasione della partita Lanerossi Vicenza-Juventus (3-2).
Nel 1960 viene promosso al rango di arbitro internazionale, e con tale status viene dapprima impiegato come guardalinee in occasione del torneo calcistico all'Olimpiade di Roma 1960, e poi nel 1963 viene designato per la finale di andata della Coppa delle Fiere tra Dinamo Zagabria e Valencia.
Si ritira dai campi nel 1964 per raggiunti limiti d'età, con un bilancio di 105 gare dirette in Serie A e ben 100 a livello internazionale. Nel 1962 ottiene anche l'ambito Premio Giovanni Mauro.

## Episodi controversi
Il 25 marzo 1962 si verificò uno dei pochi episodi controversi che lo vede coinvolto: venne designato per il derby lombardo Atalanta-Milan, con gli orobici in lotta per classificarsi alla Coppa Mitropa e i rossoneri in corsa per lo scudetto; il pubblico bergamasco fu assai numeroso e non riuscì ad essere contenuto all'interno dello stadio; l'arbitro Adami decise quindi di non far disputare la gara per mancanza delle condizioni minime di sicurezza, e la Federazione assegnò la vittoria a tavolino al Milan tra mille polemiche.

## Carriera dirigenziale
Appeso il fischietto al chiodo, si mette a disposizione dell'AIA come dirigente: diventa prima vicecommissario alla CAN guidata da Giulio Campanati tra il 1968 e il 1972, poi è vicepresidente dell'AIA tra il 1972 e il 1981. Nel frattempo svolge anche le funzioni di osservatore degli arbitri UEFA e dal 1981 al 1987 è commissario alla Commissione Arbitri Interregionale.